# Viianki
Viianki är en ö i Finland. Den ligger i sjön Saimen och i kommunen Taipalsaari i den ekonomiska regionen  Villmanstrands ekonomiska region  och landskapet Södra Karelen, i den södra delen av landet, 210 km nordost om huvudstaden Helsingfors. Öns area är 5,4 hektar och dess största längd är 370 meter i sydöst-nordvästlig riktning.